# Допомога Африканському Союзу з боку НАТО в Дарфурі
Допомога Африканському Союзу збоку НАТО в Дарфурі (англ. NATO assistance to the African Union) — один з напрямків діяльності Організації Північноатлантичного договору на Африканському континенті (регіон Дарфур, Судан).

## Історія
На початку 2003 року довготривалий конфлікт у регіоні Дарфур (південно-західна частина Судану) переріс у криваву гуманітарну кризу, яка призвела до загибелі майже 300 тисяч мирних жителів. У спробах припинити насильство Африканський Союз проголосив про наміри запросити у регіони миротворців і у квітні 2005 року звернувся з проханням до НАТО та ООН.
У червні 2005 року Альянс погодився розпочати свою першу місію в Африці. Офіційно місія розпочалась 1 липня 2005 року. Її головними завданнями були допомога у підготовці та тренуванні підрозділів, які діють у Судані за мандатом Організації Об'єднаних Націй. В Ефіопії, яка межує з Суданом, було створено спеціальний навчальний центр для підготовки офіцерів підрозділів ООН.
У травні 2005 році група міністрів закордонних справ країн-членів НАТО разом з колишнім Держсекретарем США Мадлен Олбрайт закликала НАТО виділити для зміцнення сил Африканському Союзу бригаду сил реагування НАТО.
У січні 2006 спеціальний представник ООН з питань Судану, констатувавши те, що спроби Африканського Союзу відіграти миротворчу роль в Судані є марними, звернувся до Ради Безпеки ООН з тим, щоб вона ухвалила рішення про направлення до Судану 20 000 миротворців із правом використання сили для припинення нападів на мирне населення і розброєння загонів бойовиків.
Генеральний секретар ООН Кофі Аннан заявив, що ООН має звернутися до Сполучених Штатів, Європейського Союзу та інших геополітичних центрів з проханням забезпечети їх активну участь у припиненні громадянської війни у Судані.
5 травня 2006 року у місті Абуджа, що в Нігерії, була підписана мирна угода між урядом Судану та найбільшим повстанським угрупованням, що діє у Дарфурі, яка створила необхідні передумови для закінчення війни між Північним та Південним Суданом, і, як наслідок, проголошення незалежності Південного Судану.
28 квітня 2006 року Генеральний секретар НАТО Яап де Хооп Схеффер під час зустрічі з міністрами закордонних справ країн-членів НАТО у Софії заявив, що головним напрямком активної діяльності НАТО на Близькому і Середньому Сході є допомога Африканському Союзу у підтримці миротворчої місії в Дарфурі.
31 грудня 2007 року місія НАТО в Дарфурі була офіційно завершена.

## Суперечки ЄС і НАТО
Місія у Дарфурі стала джерелом суперечок у Альянсі між країнами-членами Альянсу і країнами-членами Євросоюзу. Франція, яка вказувала на трансатлантичні розходження щодо ролі НАТО за межами євроатлантичного ареалу, наполягала на тому, що місія повинна здійснюватися у компетенції Євросоюзу, а ніяк не Альянсу, який, на її думку, є суто єврорегіональним блоком. Пізніше, до Франції приєдналась і Бельгія, яка вважає, що Євросоюз більше підходить до розв'язання конфлікту у Дарфурі, ніж НАТО, тим більше, що ЄС вже допомагає Африканському Союзу технікою і обладнанням.
Після кількох місяців дебатів щодо здійснення місії у Судані, Франція і Бельгія все ж погодилися з участю Альянсу у миротворчих операціях у Дарфурі, але за умови, що ЄС й надалі розширятиме свою місію. У результаті цих домовленостей частина країн-членів НАТО, серед яких Франція, Бельгія, Італія та Німеччина, здійснювали авіатранспортні операції, використовуючи механізми ЄС, а інша частина, серед яких США, Канада, використовували механізми НАТО.
Операції Євросоюзу контролювалися через координаційний центр, що знаходився у Нідерландах, а операції НАТО — через координаційний центр у Аддіс-Абебі.